# 汾孝战役祝捷大会旧址
汾孝战役祝捷大会旧址，位于山西省长治市沁源县王和镇古寨村，是一处山西省文物保护单位。
2021年8月4日，汾孝战役祝捷大会旧址公布为第六批山西省文物保护单位，年代为1947年，近现代重要史迹及代表性建筑类，编号6-352。